# パルケン・スタディオン
パルケン・スタディオン（Parken Stadion）は、デンマーク・コペンハーゲンにあるサッカー専用スタジアム。サッカーデンマーク代表とFCコペンハーゲンがホームスタジアムとして使用している。
国内の上場企業であるパルケン・スポーツ&エンターテインメントA/Sが管理と運用を行っている。

## 歴史
1990年11月15日、それまでこの地で使用していたコペンハーゲン・イドラーツパルクの全面改修が決定し、ゲア・アンデルソン (Gert Andersson)設計の下、約8,530万ユーロを投じて改修は行われた。およそ2年後の1992年9月9日、ドイツ代表を招いて開催されたデンマーク代表の親善試合でこけら落しとなったが、試合はドイツ代表が2-1で勝利した。それから6年後の1998年6月、ホームスタジアムとして使用していたFCコペンハーゲンが当時のレートで約1億3800万DKKでスタジアムをコペンハーゲン自治体から買い取り、管理・運用をクラブの子会社であったパルケン・スポーツ&エンターテインメントA/Sへ一任した。
2007年6月、UEFA EURO 2008予選スウェーデン代表戦にて相手PKの判定に怒ったファンがピッチに降りて審判に詰め寄ったために試合は中断され、直後に「DANMARK(デンマーク）0-3SVERIGE（スウェーデン）」と電光掲示板に表示され、スウェーデンが3-0で勝利扱いとなる没収試合となった。なお、該当の事件が起きるまでは、3-3の同点であった。
2007年12月5日、FCコペンハーゲン対アトレティコ・マドリードによる親善試合終了後、イドラーツパルク時代から使用していた南側のスタンドを基礎から取り壊し、スタンドを新設した。一新後の南スタンドには2層の一般席に加えて全面ガラス張りのVIP席約4,000席が建設された。これにより収容人数は1992年の開場よりわずかに減少し、38,065人となった。
2014年7月17日、FCコペンハーゲンはスタジアムの命名権を隣国スウェーデンに本社を構えるテリア・スヴェリゲ社へ7年契約で売却し、テリア・パルケン (Telia Parken)と命名されたことを発表した。契約満了の1年前にあたる2020年8月、同月31日をもって両者合意の下契約の打ち切りが発表され、以降の名称は2014年以前のパルケン (Parken)へと戻された。

## 開催された主なイベント

### サッカー
- 国際Aマッチ

| 日付          | ホームチーム | 結果 | アウェーチーム | 備考                                               |
| ------------- | ------------ | ---- | -------------- | -------------------------------------------------- |
| 1992年9月9日  | デンマーク   | 1-2  | ドイツ         | 親善試合, こけら落し                               |
| 2005年10月8日 | デンマーク   | 1-0  | ギリシャ       | 2006 FIFAワールドカップ・予選, 最多動員 (42,099人) |
| 2007年6月2日  | デンマーク   | 0-3  | スウェーデン   | UEFA EURO 2008予選, 没収試合                       |
| 2021年6月12日 | デンマーク   | 0-1  | フィンランド   | UEFA EURO 2020, クリスティアン・エリクセンの心停止 |

- UEFA EURO 2020

| 日付          | ホームチーム | 結果         | アウェーチーム | ラウンド  |
| ------------- | ------------ | ------------ | -------------- | --------- |
| 2021年6月12日 | デンマーク   | 0-1          | フィンランド   | グループB |
| 2021年6月17日 | デンマーク   | 1-2          | ベルギー       | グループB |
| 2021年6月21日 | ロシア       | 1-4          | デンマーク     | グループB |
| 2021年6月28日 | クロアチア   | 3-5 (a.e.t.) | スペイン       | ベスト16  |

- 国際大会

| 日付          | ホームチーム   | 結果        | アウェーチーム | 大会                                  |
| ------------- | -------------- | ----------- | -------------- | ------------------------------------- |
| 1994年5月4日  | アーセナルFC   | 1-0         | パルマ         | UEFAカップウィナーズカップ1993-94決勝 |
| 2000年5月17日 | ガラタサライSK | 0-0 (4-1 p) | アーセナルFC   | UEFAカップ 1999-00決勝                |

### コンサート
| 日付           | アーティスト           | 観客   |
| -------------- | ---------------------- | ------ |
| 1994年8月25日  | ピンク・フロイド       | 50,000 |
| 1997年8月4日   | U2                     | 42,734 |
| 1997年8月14日  | マイケル・ジャクソン   | 60,000 |
| 1998年6月22日  | エルトン・ジョン       | 35,065 |
| 2007年11月10日 | ティエスト             | 55,550 |
| 2009年8月11日  | マドンナ               | 48,064 |
| 2012年8月28日  | コールドプレイ         | 50,095 |
| 2016年10月2日  | ジャスティン・ビーバー | 51,080 |

## アクセス
- 地下鉄
  - コペンハーゲン地下鉄 M3路線トリアングレン駅より地上へ出てすぐ

## ギャラリー

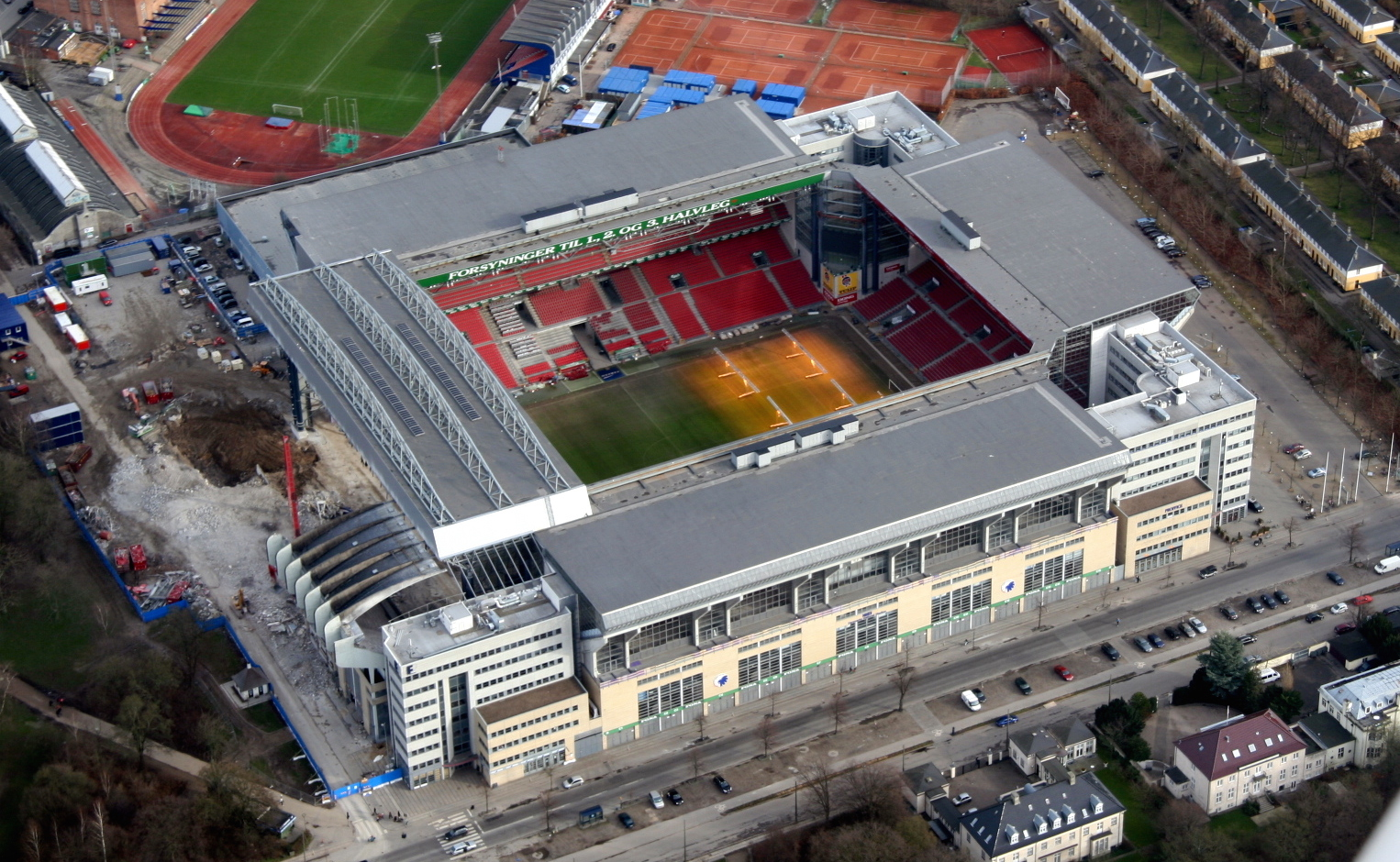
スタジアムの空撮
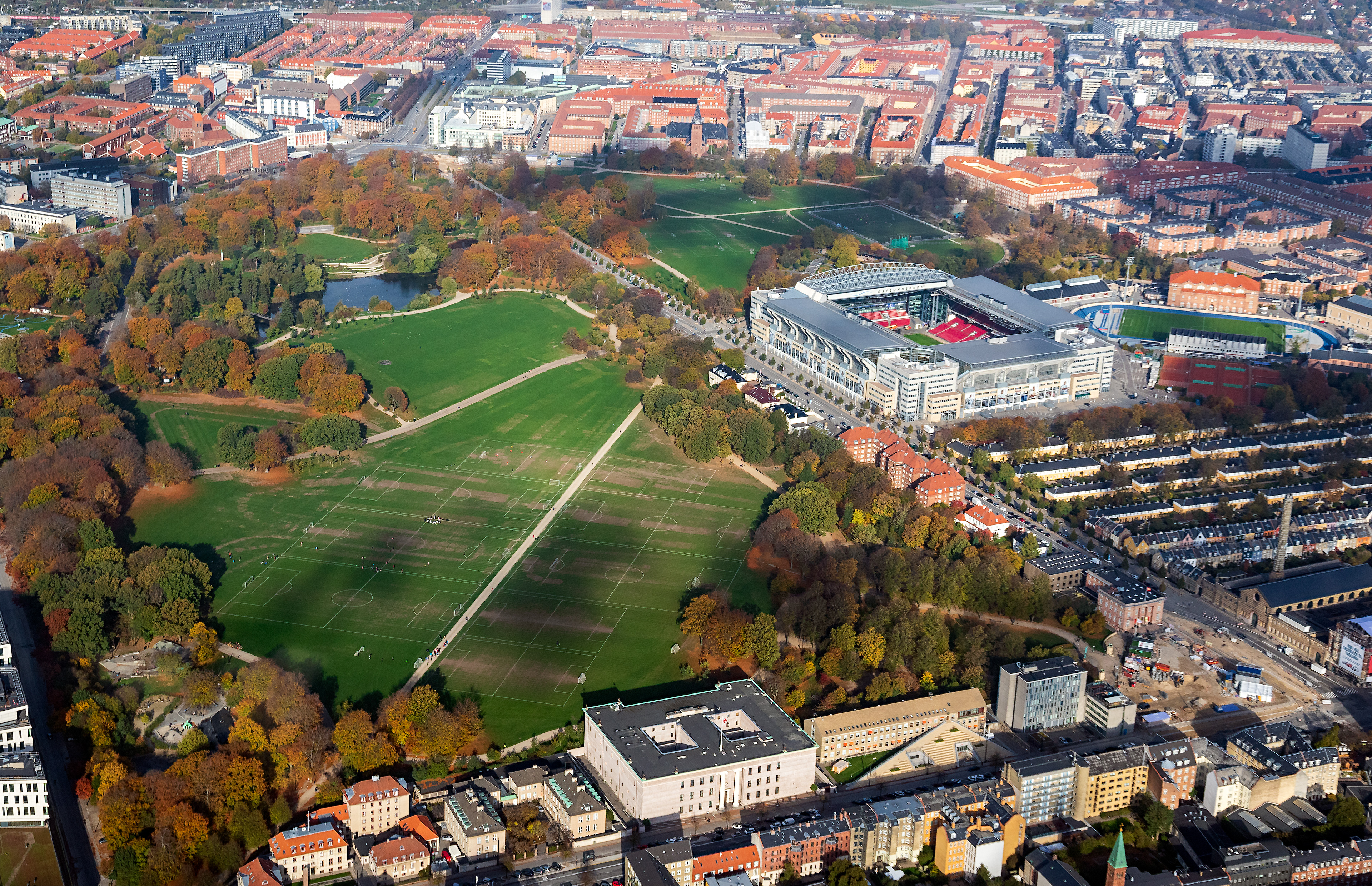
空撮 (遠景)
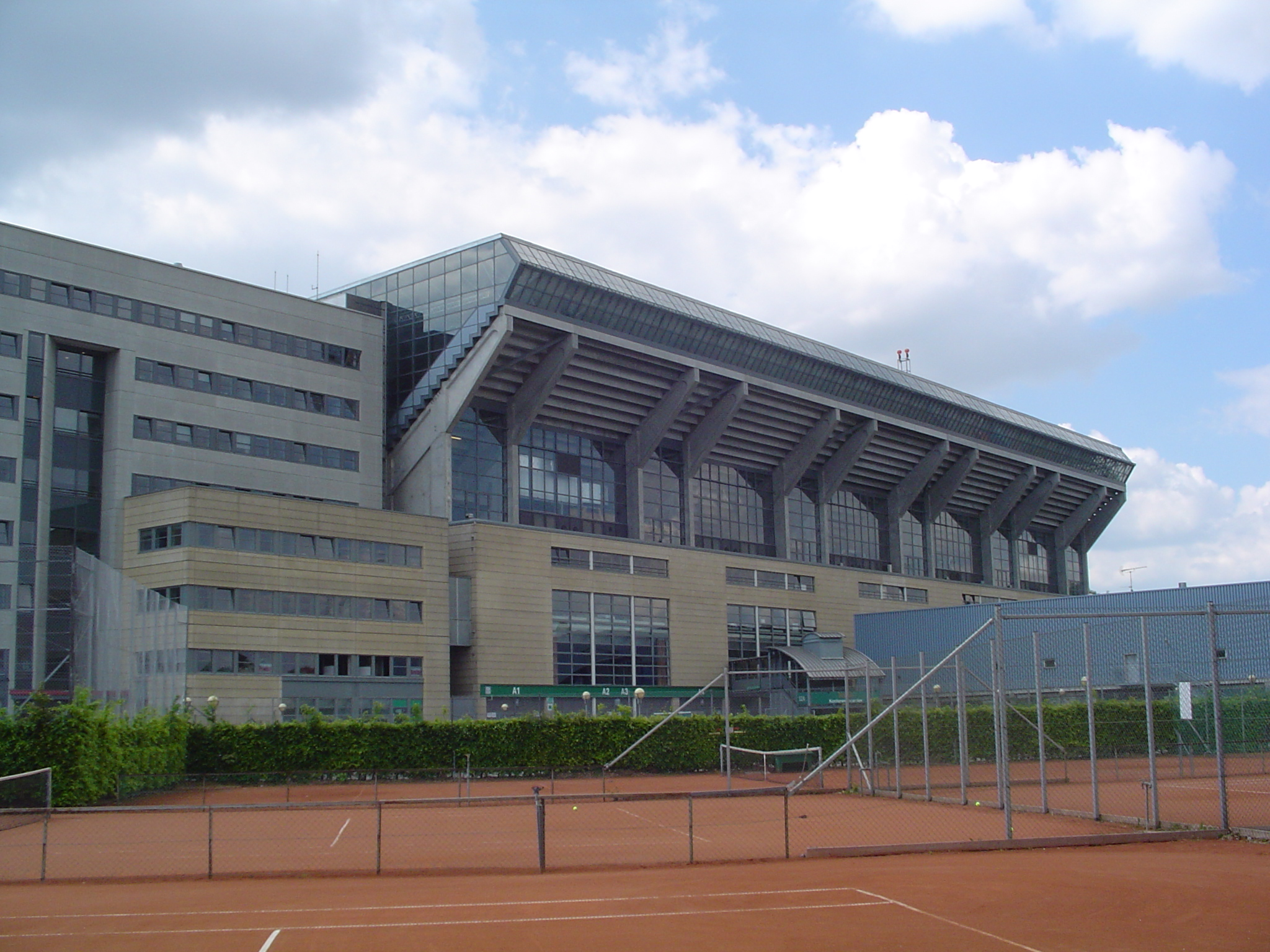
南スタンドの外観
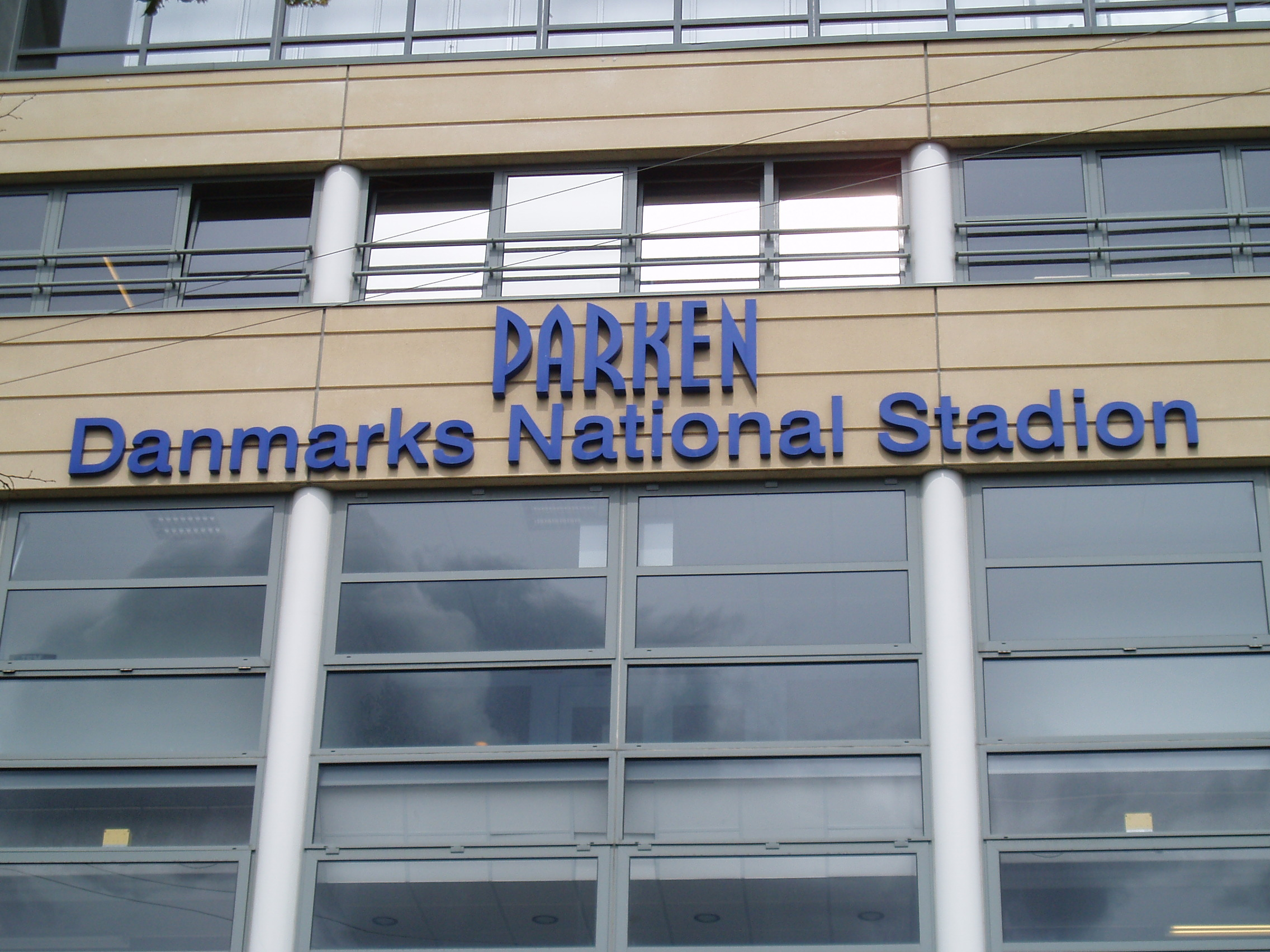
スタジアム正面のロゴ
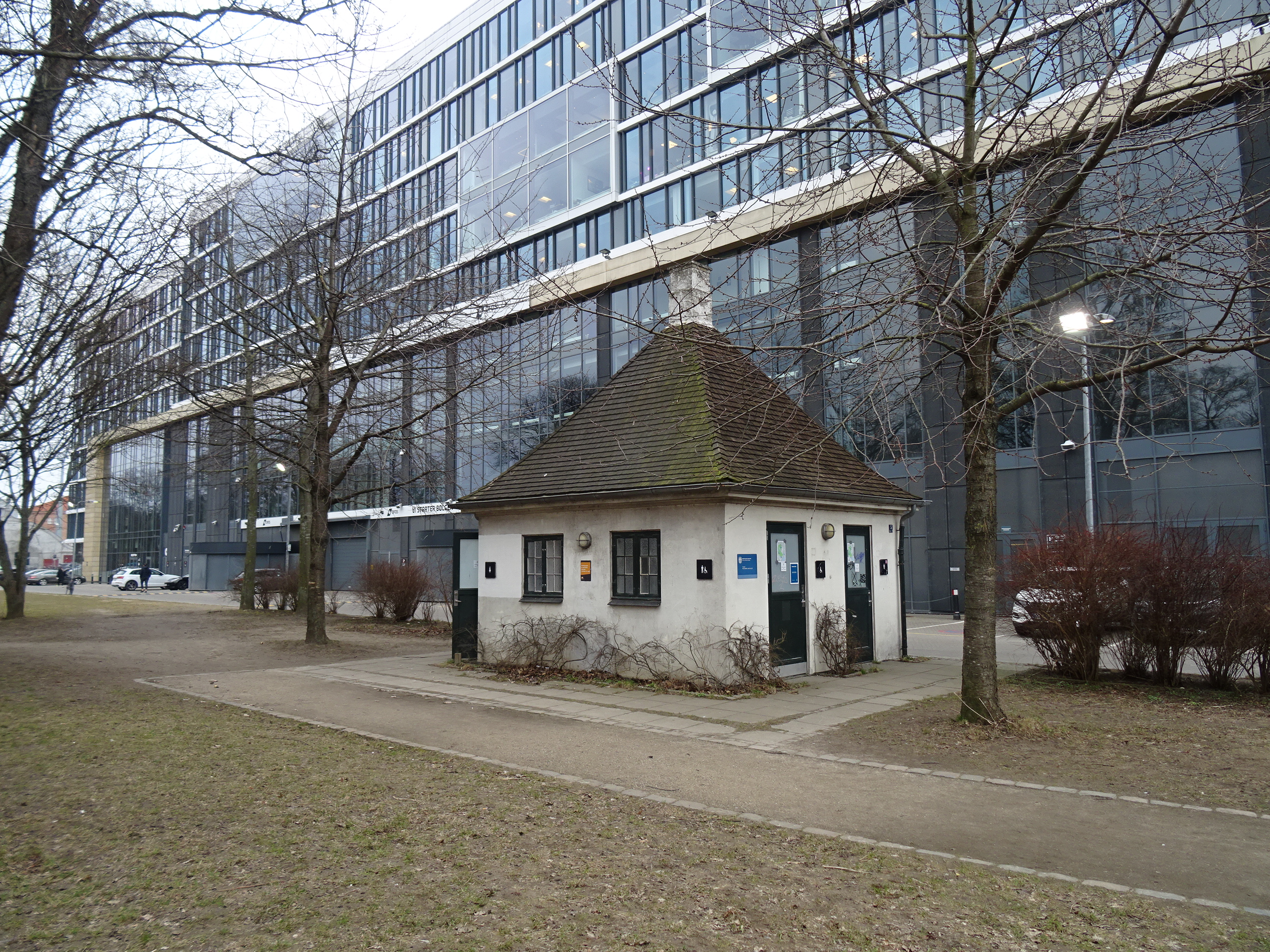
スタジアム外のトイレ
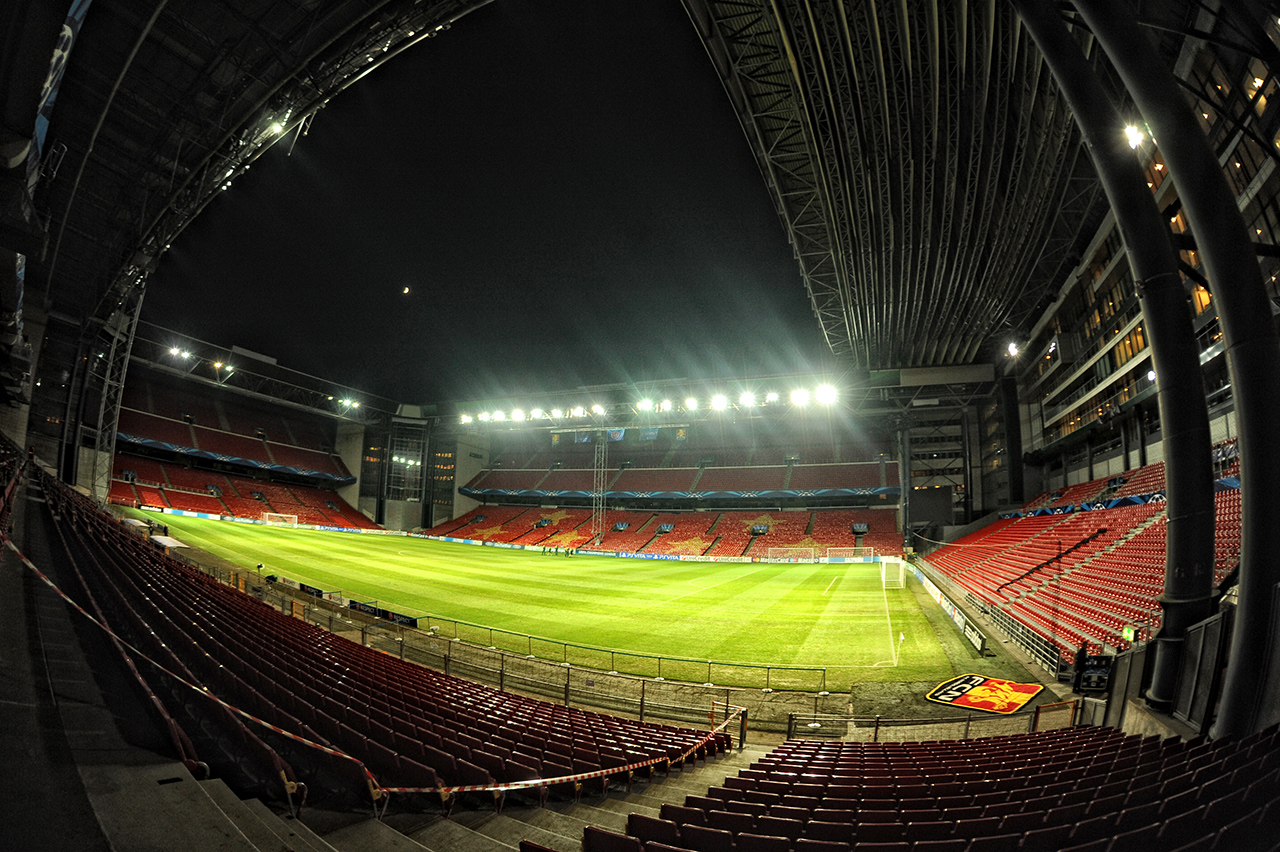
夜の内観
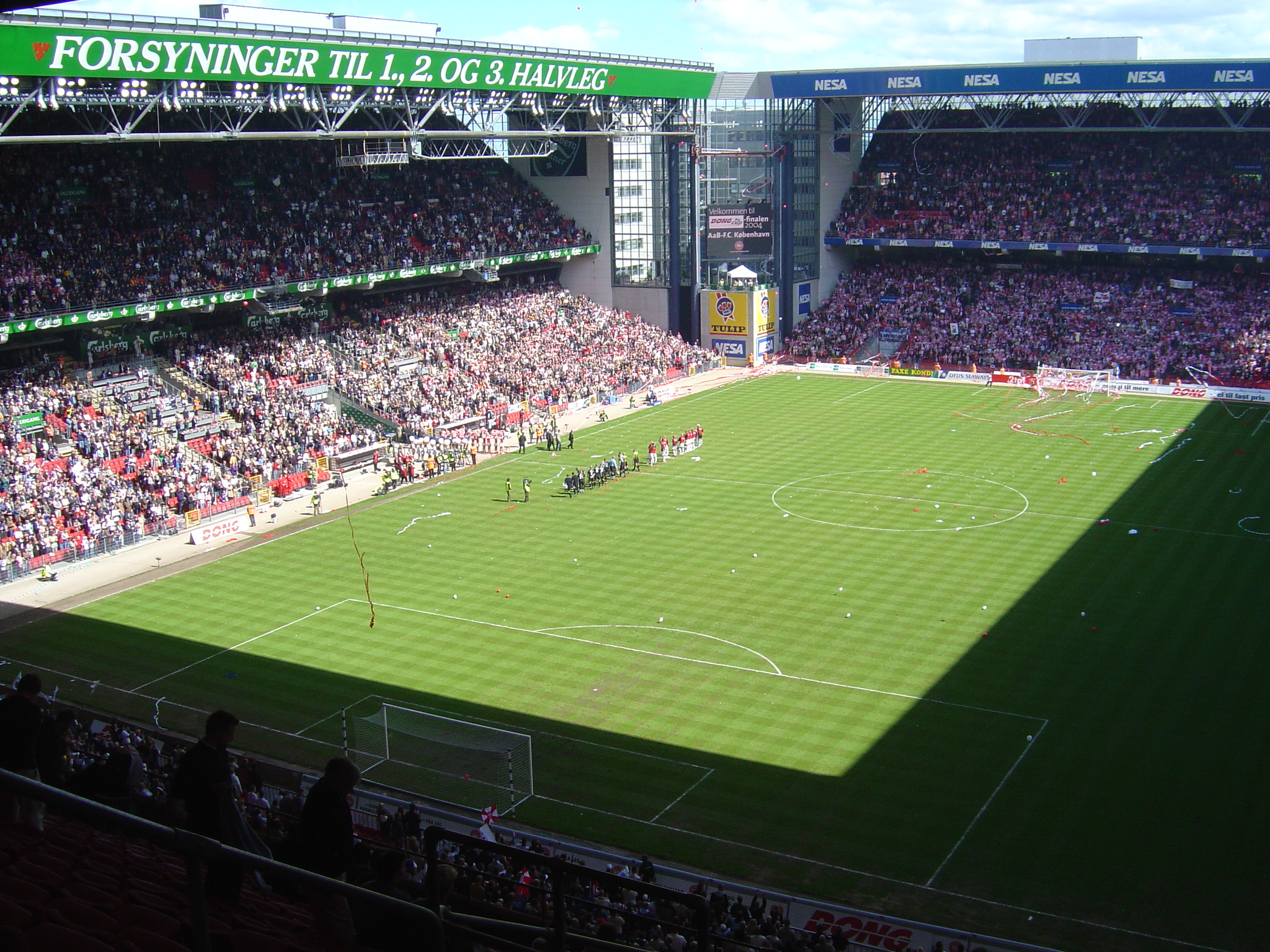
ピッチ (2004年)
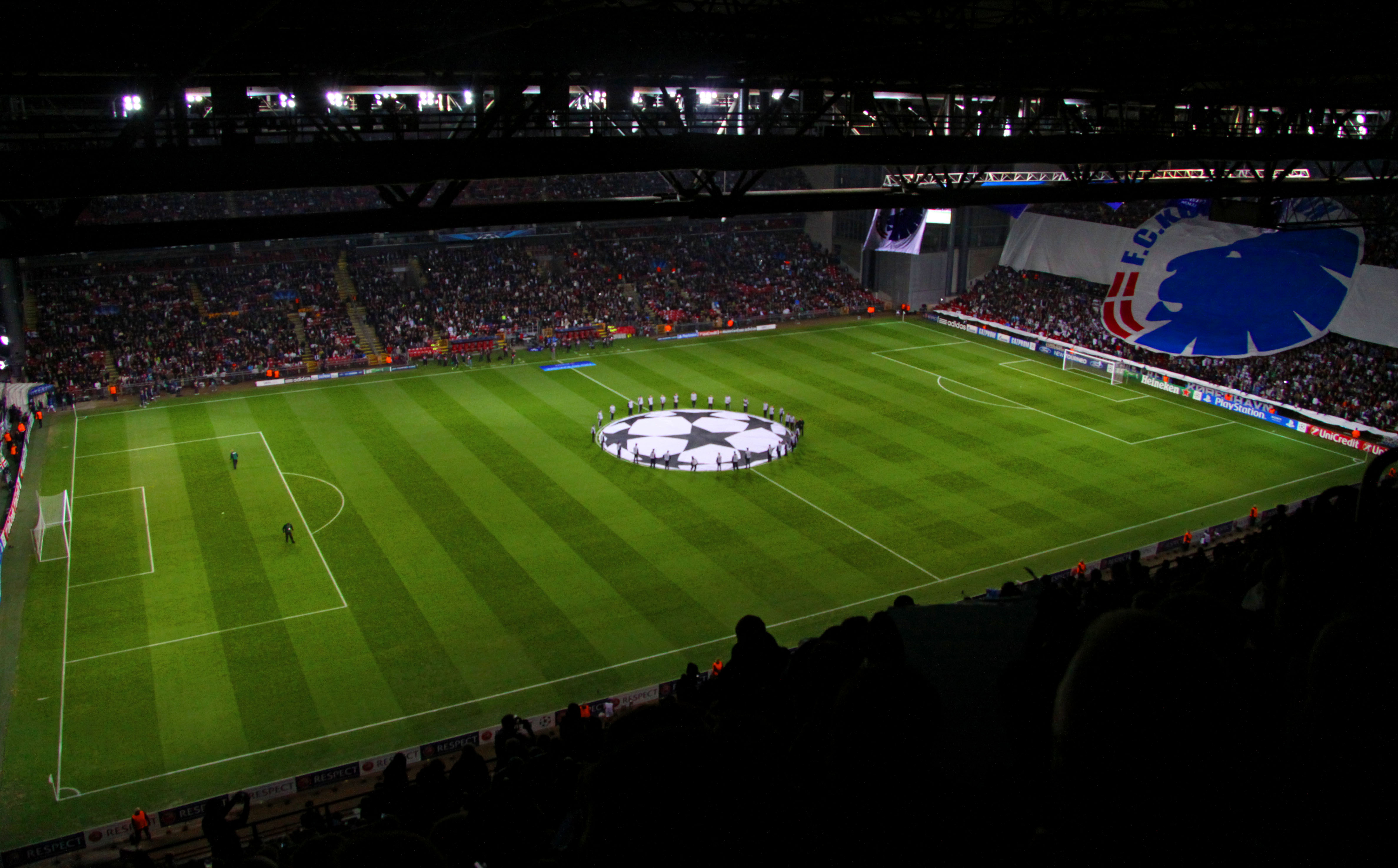
ピッチ (2017年)
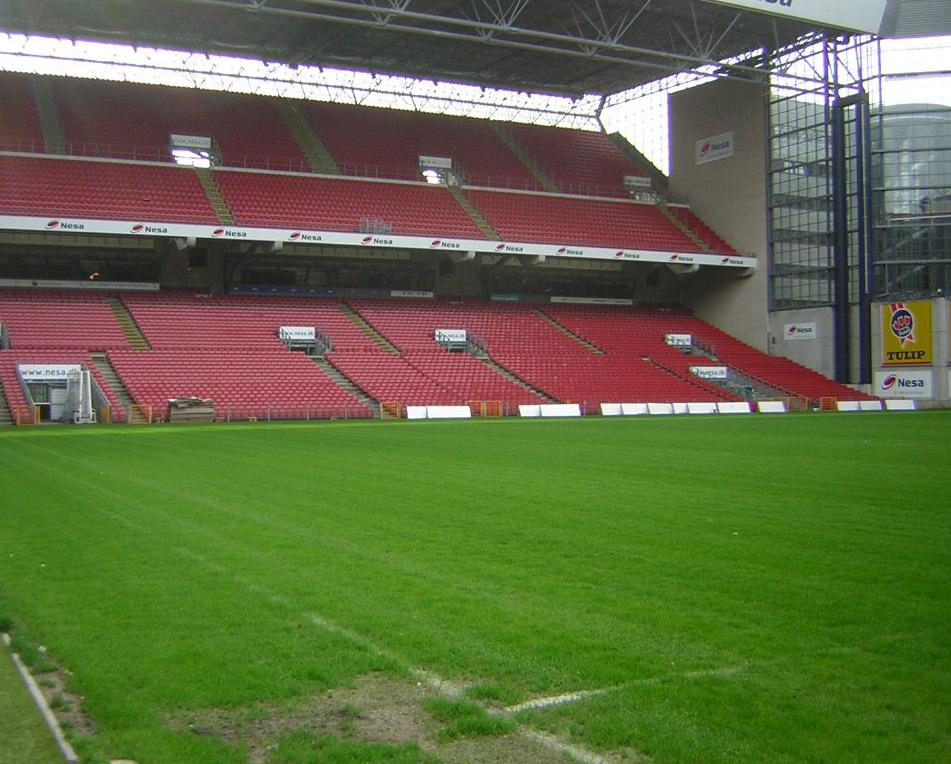
北スタンド